# وزارة التعليم العالي والبحث العلمي (سوريا)
تتولى وزارة التعليم العالي والبحث العلمي مهام رسم السياسة العامة لقطاع التعليم العالي ووضع الخطط المتوافقة معها والإشراف عليها والتنسيق مع المؤسسات البحثية التي تتبع الوزارات الأخرى والإشراف على مؤسسات التعليم العالي والبحث العلمي التابعة أو المرتبطة بالوزارة واقتراح مشاريع القوانين والأنظمة. كما تقوم الوزارة بتطوير العمل المؤسساتي والإداري لمؤسسات التعليم العالي واقتراح إحداث مؤسسات التعليم العالي وتأمين فرص الالتحاق بالتعليم العالي بما ينسجم مع متطلبات التنمية المستدامة والاحتياجات المجتمعية وتوفير البيئة الأكاديمية والبحثية وتمكين اللغة العربية وتشجيع الاستثمار في البحث العلمي.
يعود تاريخ الوزارة إلى عام 1966، فقد أُحدثت باسم وزارة التعليم العالي بموجب المرسوم 143 الصادر في 24 تشرين الثاني 1966. أما الوزارة بشكلها الحالي فقد أُحدثت في 3 كانون الأول 2019 بموجب القانون رقم (27)، ويرأسها المهندس بسام إبراهيم منذ 26 تشرين الثاني 2018.

## مهام الوزارة
تتولى الوزارة المهام الآتية:
1- اقتراح السياسة العامة لقطاع التعليم العالي في نطاق مؤسسات التعليم العالي ووضع الخطط المتوافقة مع هذه السياسة والإشراف على تنفيذها.
2- اقتراح السياسة العامة للبحث العلمي في نطاق مؤسسات التعليم العالي والتنسيق مع المؤسسات البحثية التي تتبع الوزارات الأخرى ومتابعة تنفيذها.
3- الإشراف على مؤسسات التعليم العالي والبحث العلمي التابعة أو المرتبطة بالوزارة.
4- اقتراح مشاريع القوانين والأنظمة وإصدار التعليمات اللازمة لتنظيم مؤسسات التعليم العالي والجهات التابعة للوزارة.
5- تطوير العمل المؤسساتي والإداري لمؤسسات التعليم العالي.
6- اقتراح إحداث مؤسسات التعليم العالي العامة والخاصة.
7- تأمين فرص الالتحاق بالتعليم العالي بما ينسجم مع متطلبات التنمية المستدامة والاحتياجات المجتمعية.
8- توفير البيئة الأكاديمية والبحثية والاجتماعية الداعمة للإبداع والتميز والابتكار وصقل المواهب ودعم وتشجيع النشاط الثقافي والفني والاجتماعي والرياضي.
9- تمكين اللغة العربية والعمل على تطوير مفرداتها لتفي بمطالب العلوم والفنون بما يلبي حاجة العصر.
10- تشجيع الاستثمار في البحث العلمي.
11- توثيق التعاون العلمي والتقني والفني في مجال التعليم العالي والبحث العلمي مع الدول والمنظمات العربية والإقليمية والدولية والمؤسسات العربية والأجنبية وتوسيع ميادينه في الاتجاهات الحديثة والمتطورة.
12- بناء القدرات العلمية الوطنية وبخاصة عن طريق الإيفاد وفق أحكام قانون البعثات العلمية.
13- المواءمة بين مخرجات التعليم العالي ومتطلبات التنمية واحتياجات سوق العمل وتطوير معايير الجودة والاعتماد بالتنسيق مع الجهات المعنية.
14- تطوير برامج الدراسات العليا ومراكز الأبحاث التخصصية ومراكز الدراسات العلمية المرتبطة بالوزارة.
15- وضع معايير وأسس الاعتماد اللازمة للاعتراف بمؤسسات التعليم العالي غير السورية ومعادلة الشهادات الصادرة عنها.
16- المساهمة في تنفيذ سياسة الدولة الصحية بالتنسيق مع وزارة الصحة والوزارات الأخرى المعنية بالقطاع الصحي والالتزام بقواعد العمل الصحي المعتمدة في وزارة الصحة.
17- متابعة شؤون الطلاب السوريين الدارسين خارج الجمهورية العربية السورية.
18- تمثيل الجمهورية العربية السورية في المؤتمرات والندوات الإقليمية والدولية ذات الصلة بالتعليم العالي والبحث العلمي.
19- تنظيم شؤون الطلاب الوافدين إلى الجمهورية العربية السورية وفق اتفاقيات التعاون العلمي وبرامجها التنفيذية.
20- تطوير اختبارات القبول في المؤسسات التعليمية التابعة أو المرتبطة بالوزارة وقياس مخرجات هذه المؤسسات ودراستها بهدف تطوير مدى تحقيقها لأهدافها وتلبيتها لمتطلبات سوق العمل.

## الهيكل التنظيمي

### مديريات الوزارة
- مديرية شؤون الطلاب
- مديرية العلاقات الثقافية
- مديرية تعادل الشهادات
- مديرية التنمية الإدارية
- مديرية البعثات العلمية
- مديرية البحث العلمي
- مديرية التخطيط والتعاون الدولي
- مديرية المؤسسات التعليمية الخاصة
- مديرية الجودة والاعتماد
- مديرية المشافي التعليمية
- مديرية الإعلام والنشر الإلكتروني
- مديرية الشؤون الإدارية
- مديرية تقانة المعلوماتية والاتصالات
- مديرية شؤون الهيئة التعليمية
- مديرية الشؤون الهندسية
- مديرية محاسبة البعثات العلمية
- مديرية العقود
- مديرية النافذة الواحدة
- مديرية الشؤون القانونية
- مديرية الرقابة الداخلية

### الهيئات والمراكز
- مركز القياس والتقويم
- هيئة التميز والإبداع[7]
- مركز تكنولوجيا المعلومات
- الهيئة العامة للتقانة الحيوية
- مجمع اللغة العربية
- الهيئة العامة لصندوق التسليف الطلابي

### المشافي التعليمية
- مشفى المواساة الجامعي بدمشق
- مشفى الأسد الجامعي بدمشق
- الهيئة العامة لمشفى الأطفال الجامعي بدمشق
- مشفى البيروني الجامعي بدمشق
- مشفى التوليد وأمراض النساء الجامعي بدمشق
- مشفى الأمراض الجلدية والزهرية الجامعي بدمشق
- مشفى جراحة القلب الجامعي بدمشق
- مشفى جراحة الفم والفكين الجامعي بدمشق
- مشفى حلب الجامعي
- مشفى الكندي الجامعي بحلب
- مشفى أمراض وجراحة القلب الجامعي بحلب
- مشفى التوليد وأمراض النساء الجامعي بحلب
- مشفى الأسد الجامعي باللاذقية
- مشفى تشرين الجامعي باللاذقية

### الجامعات والمعاهد
- الجامعات الحكومية
  - جامعة دمشق
  - جامعة حلب
  - جامعة اللاذقية
  - جامعة حمص
  - جامعة الفرات
  - الجامعة الافتراضية السورية
  - جامعة حماة
  - جامعة طرطوس
- الجامعات الخاصة
  - جامعة القلمون الخاصة
  - جامعة قرطبة الخاصة
  - جامعة الاتحاد الخاصة
  - الجامعة العربية الدولية الخاصة
  - الجامعة الدولية الخاصة للعلوم والتكنولوجيا
  - الجامعة السورية الخاصة
  - جامعة الوادي الدولية الخاصة
  - جامعة الأندلس الخاصة للعلوم الطبية
  - جامعة الجزيرة الخاصة
  - جامعة الحواش الخاصة
  - جامعة إيبلا الخاصة
  - جامعة الشھباء الخاصة
  - جامعة اليرموك الخاصة
  - الجامعة العربية الخاصة للعلوم والتكنولوجيا
  - الأكاديمية العربية للعلوم والتكنولوجيا والنقل البحري
  - الجامعة الوطنية الخاصة
  - جامعة بلاد الشام للعلوم الشرعية
  - جامعة الرشيد الدولية الخاصة للعلوم والتكنولوجيا
  - جامعة قاسيون الخاصة للعلوم والتكنولوجيا
  - جامعة الشام الخاصة
  - جامعة المنارة الخاصة
  - الأكاديمية العربية للأعمال الإلكترونية
  - جامعة أنطاكية السورية الخاصة
- المعاهد العليا
  - المعاهد العليا التابعة لوزارة التعليم العالي
    - المعهد العالي لإدارة الأعمال HIBA
    - المعهد الوطني للإدارة العامة INA
    - المعهد العالي للدراسات والبحوث السكانية HIDSR

  - المعاهد العليا التابعة للجامعات
    - جامعة دمشق
      - المعهد العالي لبحوث الليزر وتطبيقاته
      - المعهد العالي للبحوث والدراسات الزلزالية
      - المعهد العالي للتنمية الإدارية
      - المعهد العالي للترجمة والترجمة الفورية
      - المعهد العالي للغات

    - جامعة حلب
      - معهد التراث العلمي العربي
      - المعهد العالي للغات

    - جامعة تشرين
      - المعهد العالي للبحوث البحرية
      - المعهد العالي لبحوث البيئة
      - المعهد العالي للغات

    - جامعة البعث
      - المعهد العالي لتعليم اللغات
      - المعهد العالي لإدارة المياه HIWM

    - جامعة حماة
      - المعهد العالي للغات
- المعاهد التقانية

### المجالس
- مجلس التعليم العالي
- المجلس الأعلى للتعليم التقاني

## قائمة الوزراء
| الاسم                             | فترة الولاية         | فترة الولاية         | الحكومة                                                              |                     |                     |
| وزير التعليم العالي               | وزير التعليم العالي  | وزير التعليم العالي  | وزير التعليم العالي                                                  | وزير التعليم العالي | وزير التعليم العالي |
| --------------------------------- | -------------------- | -------------------- | -------------------------------------------------------------------- | ------------------- | ------------------- |
| عبد الله واثق شهيد                | 16 تشرين الأول 1966  | 28 أيلول 1967        | حكومة يوسف زعين الثانية                                              |                     |                     |
| مصطفى السيد                       | 28 أيلول 1967        | 29 أيار 1969         | حكومة يوسف زعين الثانية حكومة نور الدين الأتاسي                      |                     |                     |
| مصطفى حداد                        | 29 أيار 1969         | 21 تشرين الثاني 1970 | حكومة نور الدين الأتاسي                                              |                     |                     |
| شاكر الفحام                       | 21 تشرين الثاني 1970 | 7 آب 1976            | حكومة حافظ الأسد حكومة عبد الرحمن خليفاوي الأولى حكومة محمود الأيوبي |                     |                     |
| محمد علي هاشم                     | 7 آب 1976            | 30 آذار 1978         | حكومة عبد الرحمن خليفاوي الثانية                                     |                     |                     |
| شاكر الفحام                       | 30 آذار 1978         | 14 كانون الثاني 1980 | حكومة محمد علي الحلبي                                                |                     |                     |
| أسعد درقاوي                       | 14 كانون الثاني 1980 | 11 آذار 1984         | حكومة عبد الرؤوف الكسم الأولى                                        |                     |                     |
| محمد زياد الشويكي                 | 11 آذار 1984         | 8 نيسان 1985         | حكومة عبد الرؤوف الكسم الثانية                                       |                     |                     |
| كمال شرف                          | 8 نيسان 1985         | 29 حزيران 1992       | حكومة عبد الرؤوف الكسم الثالثة حكومة محمود الزعبي الأولى             |                     |                     |
| صالحة سنقر                        | 29 حزيران 1992       | 13 آذار 2000         | حكومة محمود الزعبي الثانية                                           |                     |                     |
| حسان ريشة                         | 13 آذار 2000         | 18 أيلول 2003        | حكومة مصطفى ميرو الأولى حكومة مصطفى ميرو الثانية                     |                     |                     |
| هاني مرتضى                        | 18 أيلول 2003        | 11 شباط 2006         | حكومة محمد ناجي العطري                                               |                     |                     |
| غياث بركات                        | 11 شباط 2006         | 14 نيسان 2011        | حكومة محمد ناجي العطري                                               |                     |                     |
| عبد الرزاق الشيخ عيسى             | 14 نيسان 2011        | 23 حزيران 2012       | حكومة عادل سفر                                                       |                     |                     |
| محمد يحيى معلا                    | 23 حزيران 2012       | 22 آب 2013           | حكومة رياض حجاب حكومة وائل الحلقي الأولى                             |                     |                     |
| مالك علي                          | 22 آب 2013           | 27 آب 2014           | حكومة وائل الحلقي الأولى                                             |                     |                     |
| محمد عامر مارديني                 | 28 آب 2014           | 3 تموز 2016          | حكومة وائل الحلقي الثانية                                            |                     |                     |
| عاطف نداف                         | 3 تموز 2016          | 26 تشرين الثاني 2018 | حكومة عماد خميس                                                      |                     |                     |
| بسام إبراهيم                      | 26 تشرين الثاني 2018 | 3 كانون الأول 2019   | حكومة عماد خميس                                                      |                     |                     |
| وزير التعليم العالي والبحث العلمي |                      |                      |                                                                      |                     |                     |
| بسام إبراهيم                      | 3 كانون الأول 2019   | في المنصب            | حكومة عماد خميس حكومة حسين عرنوس الأولى حكومة حسين عرنوس الثانية     |                     |                     |

## اقرأ أيضا
- جامعات سوريا
- التعليم في سوريا

## روابط خارجية
- الموقع الرسمي للوزارة
- مجلس الوزراء السوري
- وزارات الدولة على بوابة الحكومة الإلكترونية السورية
- الوزارات والهيئات الحكومية على موقع مجلس الشعب السوري
- وصف مختصر: وزارة التعليم العالي السورية
- نسبة الأمية في سوريا